# La Loma de los Negritos
La Loma de los Negritos es una localidad del estado mexicano de Aguascalientes. Es parte del municipio de Aguascalientes.

## Demografía
| Gráfica de evolución demográfica |
|                                  |

| Censo | Población |
| ----- | --------- |
| 1960  | 28        |
| 1970  | 7         |
| 1980  | 166       |
| 1990  | 500       |
| 2000  | 1 163     |
| 2010  | 1 519     |
| 2020  | 1 897     |